# Eugnosta desinens
Eugnosta desinens es una especie de polilla de la tribu Cochylini, familia Tortricidae. Fue descrita científicamente por Razowski en 1986.

## Distribución
Se encuentra en México (Veracruz).